# Orasema stramineipes
Orasema stramineipes is een vliesvleugelig insect uit de familie Eucharitidae. De wetenschappelijke naam is voor het eerst geldig gepubliceerd in 1884 door Cameron.